# كويرس شرقي
كويرس شرقي بلدة وناحية تابعة لمنطقة الباب في محافظة حلب في سوريا. تقع شرق مدينة حلب. بلغ عدد سكان الناحية 26,729 نسمة حسب تعداد عام 2004.